# 杭可畏
杭可畏（？—？），直隸人，清朝官員。吏員出身。

## 生平
杭可畏於1740年（乾隆5年）接替潘紹顯，於台灣省台北地區擔任八里坌巡檢一職，是大台北地區的地方父母官。